# 三官庙旧址
三官庙旧址，位于中国青海省乐都区碾伯镇七里店村，为青海省市县级文物保护单位，公布日期为1987年6月23日，类型为古遗址。
三官庙旧址的历史年代为明。